# På svenska (album av Albin Lee Meldau)
På svenska är ett svenskspråkigt album av artisten Albin Lee Meldau.
Låtarna är skrivna av Albin Lee Meldau och Peter Kvint, med undantag för singeln På riktigt som Lee Meldau skrev tillsammans med Freja Drakenberg.

## Låtar på albumet
| Nr  | Titel              | Längd | Notering |
| --- | ------------------ | ----- | -------- |
| 1.  | Tårar av guld      | 3:23  |          |
| 2.  | Samma skit         | 4:04  |          |
| 3.  | För hjärtats skull | 4:48  |          |
| 4.  | Kom för mig        | 4:21  |          |
| 5.  | På riktigt         | 3:21  |          |
| 6.  | Vuxet barn         | 3:31  |          |
| 7.  | Styx               | 3:41  |          |
| 8.  | Under jord         | 3:18  |          |
| 9.  | Brister            | 3:24  |          |
| 10. | Röda sten          | 4:04  |          |